# Anna Trojanowska-Kaczmarska

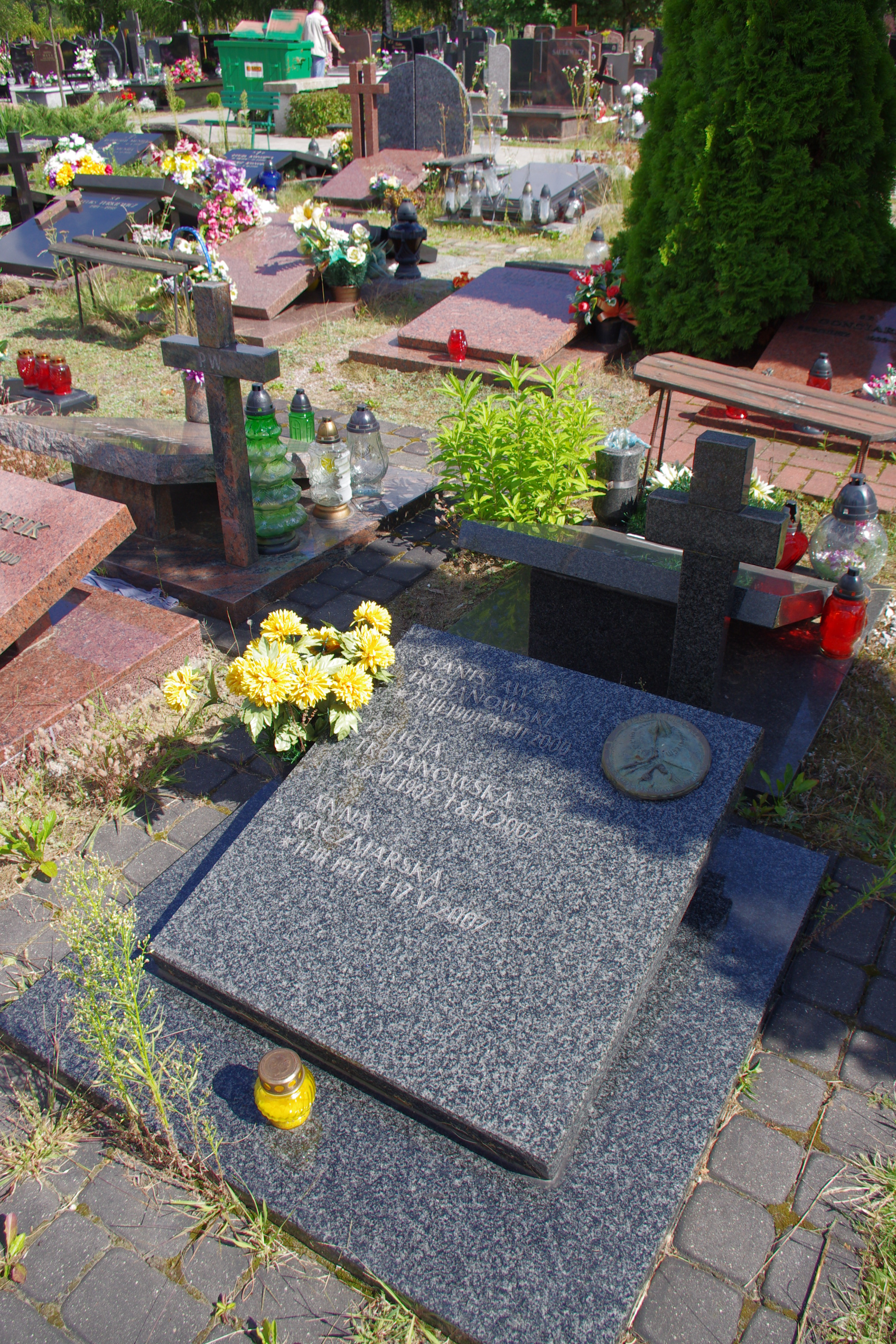
Grób malarki Anny Trojanowskiej-Kaczmarskiej (1931-2007) na cmentarzu Komunalnym Północnym na Wólce Węglowej w Warszawie

Anna Irena Trojanowska-Kaczmarska (ur. 11 marca 1931 w Warszawie, zm. 17 maja 2007 tamże) – polska malarka, pedagog, historyk i teoretyk sztuki.
Matka poety i piosenkarza Jacka Kaczmarskiego.

## Życiorys
Urodziła się w polsko-żydowskiej rodzinie jako córka Stanisława Trojanowskiego (1901–2000) i nauczycielki ze szkoły powszechnej w Falenicy – Felicji z domu Szlachtaub (1902–2002). Podczas II wojny światowej zginęła prawie cała jej rodzina ze strony matki. Swoje wojenne wspomnienia zawarła w części pierwszej książki Dzieci Holocaustu mówią... Była członkiem Stowarzyszenia Dzieci Holocaustu. Jest pochowana wraz z rodzicami na cmentarzu Komunalnym Północnym na Wólce Węglowej.
W latach 50. XX wieku studiowała wraz z mężem, Januszem Kaczmarskim, w Leningradzie i Kijowie, gdzie w 1956 roku uzyskali dyplomy tamtejszego Instytutu Sztuk Pięknych. Była znaną promotorką koncepcji stwierdzającej potrzebę spontanicznej działalności plastycznej dzieci, polegającej na wyrażaniu nastrojów i doznań w sposób niekierowany.

## Publikacje
- 1983: Dziecko i plastyka (wznowiona w 1988)
- 1971: Dziecko i twórczość